# 权寨镇
权寨镇，是中华人民共和国河南省驻马店市西平县下辖的一个乡镇级行政单位。

## 行政区划
权寨镇下辖以下地区：
权寨村、秦刘何村、冯堂村、小店村、关庄村、郑楼村、大刘堂村、朱杨村、郭庄村、老温村和苗张村。